# Polizeibericht Überfall
Pour les articles homonymes, voir Accident.
Polizeibericht Überfall (titre international : Accident ) est un film allemand réalisé par Ernő Metzner, sorti en 1928.
Ce film s'inscrit dans le courant réaliste allemand du Straßenfilm des années 1920. Il est téléchargeable sur Internet Archive.

## Synopsis
Un homme trouve une pièce dans la rue. Il tente d'acheter quelque chose dans un commerce, mais le commerçant la refuse arguant qu'il s'agit de fausse monnaie. Il la joue ensuite dans un jeu de hasard, ce qui porte sur lui l'attention de deux bandit qui veulent lui dérober l'argent qu'il a gagné en jouant. Il prend donc la fuite et trouve refuge dans le logement d'une prostituée. Mais elle aussi veut le voler, avec l'aide de son petit ami qui se cachait derrière les rideaux. Il est dévalisé et jeté à la rue, où il est battu par l'un des deux voyous qu'il avait auparavant rencontré.

## Fiche technique
- Titre : Polizeibericht Überfall
- Titre alternatif : Freie Fahrt
- Réalisation : Ernő Metzner
- Scénario : Ernő Metzner, Grace Chiang
- Cinématographie : Eduard von Borsody
- Photographie : Hans Casparius
- Société de production : Deutscher Werkfilm
- Pays d'origine : Allemagne  République de Weimar
- Format : Noir et blanc - 1,33:1 - Muet
- Genre : Drame
- Durée : 21 minutes (425 mètres)

## Distribution
- Heinrich Gotho
- Eva Schmid-Kayser
- Sybille Schmitz
- Alfred Loretto
- Han Ruys
- Rudolf Hilberg
- Heinrich Falconi
- Gustav Püttjer
- Hans Casparius (non crédité)
- Kurt Gerron (non crédité)
- Alexander Granach (non crédité)
- Imre Ráday